# Mimikri
Mimikri — kamuflaż wojenny. Potoczne określenie kamuflażu stosowane podczas I wojny światowej przez wojska pruskie i austro-węgierskie. Kamuflaż taki zazwyczaj był tworzony przez samych żołnierzy poprzez nałożenie farby na przedmiot, który był narażony na wykrycie i ostrzał. Przede wszystkim były to stałe punkty oporu (bunkry, schrony), ale także wyposażenie osobiste żołnierza jak hełmy, zasobniki czy też płyty okopowe.
Kamuflaż taki miał zazwyczaj kształt nieregularnych, różnobarwnych plam, cętek lub, co było często stosowane podczas I wojny światowej, wielokątnych figur geometrycznych.